# Gedeones Internacionales
Gedeones Internacionales (también conocida como la Biblia de Gedeón) es una organización cristiana evangélica de hombres de negocio y profesionales dedicada a la distribución de copias de la Biblia en más de 100 idiomas y 204 países del mundo. Los Gedeones Internacionales tiene su sede central en Nashville, Tennessee, EE. UU.

## Historia
En 1898, Samuel E. Hill y John H. Nicholson, son dos hombres de negocios que se alojan en un hotel y discuten las necesidades de aliento durante los viajes. La organización fue fundada en 1899 en Janesville, Wisconsin, como una de las primeras organizaciones paraeclesiásticas en EE. UU. dedicada a la evangelización cristiana. En 1908, con el crecimiento de sus actividades, extendieron su distribución a las cárceles y escuelas.
En 2015, en todo el mundo, la asociación distribuyó más de 1.800 millones de copias de la Biblia en más de 190 países de todo el mundo.
En 2022, tendría 269.500 miembros en 200 países y territorios.

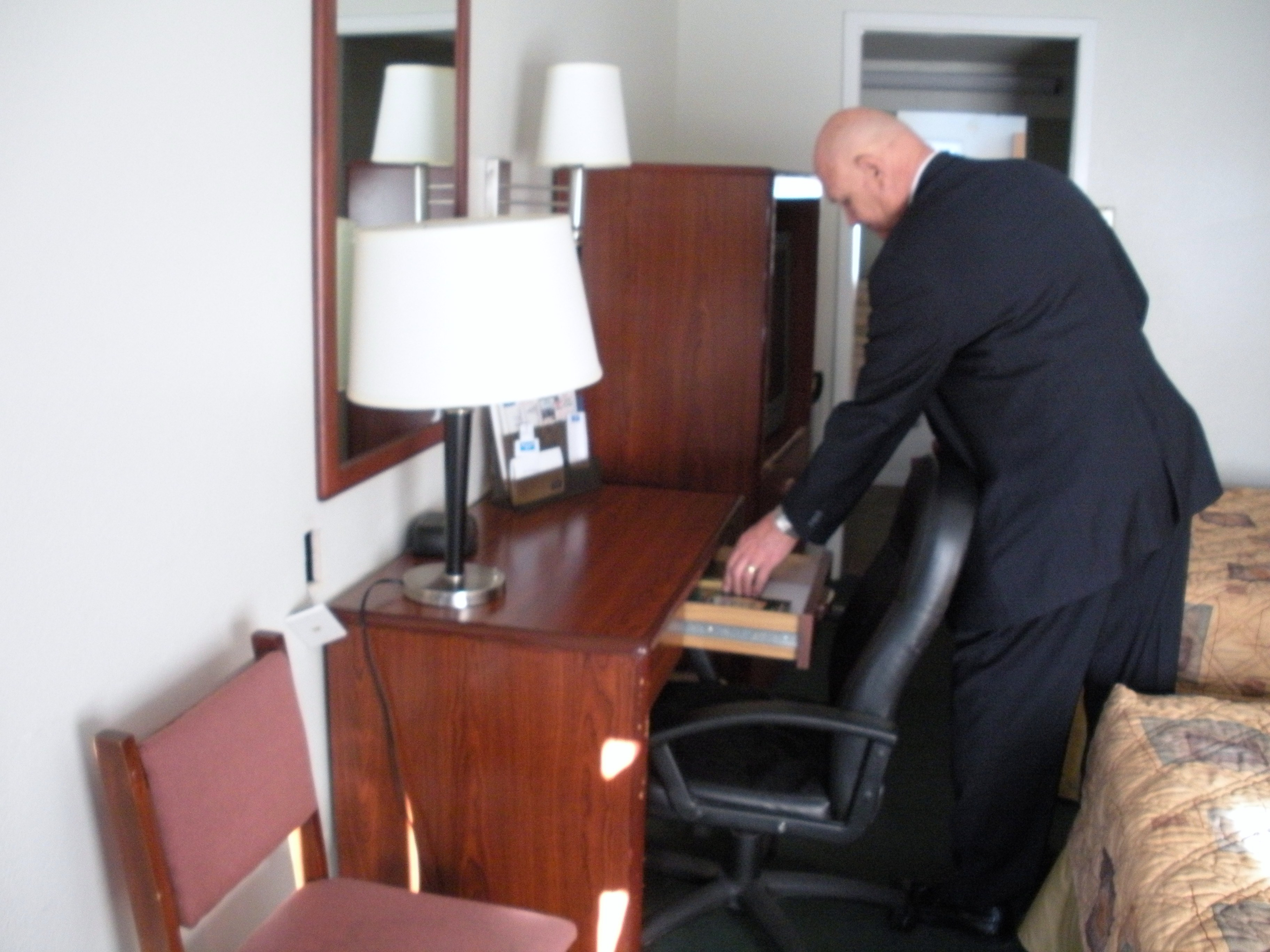
Un gedeón dejando una Biblia en una habitación de motel.